# Nuova Atene
La Nuova Atene è stata in assoluto la prima enciclopedia polacca, scritta dal sacerdote Benedetto Chmielowski.
L'enciclopedia non è ordinata alfabeticamente, ma raggruppata in sezioni tematiche. L'introduzione tratta di questioni religiose, ed inizia con l'affermare che quando è stata creata la terra era autunno. In seguito usò come apologia a questa tesi il fatto che in Palestina gli alberi fruttano anche in autunno. Continua parlando di personaggi come il re Salomone, papa Gregorio Magno, Platone e papa Celestino II. Dopo tratta degli idoli pagani e di quelli della Scrittura e l'introduzione finisce con l'affermazione che il paganesimo è peggiore dell'ateismo. Il resto del primo libro è dedicato alla contrapposizione alla stregoneria, dicendo che il diavolo tenta le anime con la stregoneria e le arti occulte. L'enciclopedia continua trattando delle insolite cose della gente, la storia di una statua di sale (in cui compare anche il Leviatano), delle curiosità su animali, piante e minerali, delle riflessioni sulla Repubblica polacca, la geografia e finisce con delle riflessioni sulla vecchiaia, sulla giovinezza e sulle virtù.